# Добрівська сільська рада (Приазовський район)
| Добрівська сільська рада — колишній орган місцевого самоврядування у Приазовському районі Запорізької області з адміністративним центром у с. Добрівка. Історична дата утворення: в 1991 році. Сільській раді були підпорядковані населені пункти: - с. Добрівка - с. Новопокровка |

## Склад ради
Рада складалася з 12 депутатів та голови.

### Керівний склад ради
| ПІБ                       | Основні відомості                                                    | Дата обрання | Дата звільнення |
| ------------------------- | -------------------------------------------------------------------- | ------------ | --------------- |
| Феклістов Микола Іванович | Сільський голова, 1957 року народження, освіта, член Партії регіонів | 26.03.2006   | 31.10.2010      |

Примітка: таблиця складена за даними джерела